# Teenage Mutant Ninja Turtles: The Cowabunga Collection
Teenage Mutant Ninja Turtles: The Cowabunga Collection — компиляция видеоигр, разработанная Digital Eclipse и изданная Konami. Она состоит из 13 видеоигр, создававшихся Konami в 1980-х и 90-х годах. Релиз для Microsoft Windows, Nintendo Switch, PlayStation 4, PlayStation 5, Xbox One и Xbox Series X/S состоялся 30 августа 2022 года.

## Игровой процесс
| 1989 | Teenage Mutant Ninja Turtles (NES) Teenage Mutant Ninja Turtles (Аркада)                                                                                              |
| 1990 | Teenage Mutant Ninja Turtles II: The Arcade Game Teenage Mutant Ninja Turtles: Fall of the Foot Clan                                                                  |
| 1991 | Teenage Mutant Ninja Turtles: Turtles in Time Teenage Mutant Ninja Turtles II: Back from the Sewers                                                                   |
| 1992 | Teenage Mutant Ninja Turtles III: The Manhattan Project Teenage Mutant Ninja Turtles IV: Turtles in Time Teenage Mutant Ninja Turtles: The Hyperstone Heist           |
| 1993 | Teenage Mutant Ninja Turtles III: Radical Rescue Teenage Mutant Ninja Turtles: Tournament Fighters (SNES) Teenage Mutant Ninja Turtles: Tournament Fighters (Genesis) |
| 1994 | Teenage Mutant Ninja Turtles: Tournament Fighters (NES) |

The Cowabunga Collection добавляет возможности сохранения, перемотки роликов, отображения кнопок, а также мультиплеер в некоторых играх и локальный кооператив во всех проектах, где он был изначально предусмотрен. Также в компиляции имеется внутриигровой музей, который содержит ранее неопубликованные концепт-арты, эскизы и другие дополнительные материалы. Практически каждая игра будет включать как европейскую, так и японскую версии, за исключением первой аркадной игры и версии Tournament Fighters для NES, которые не выходили в Японии.

## Разработка и выпуск
Разработчиком сборника выступила компания Digital Eclipse, которая ранее работала над другими ретро-коллекциями, такими как Disney Classic Games Collection и Street Fighter 30th Anniversary Collection. 
Анонс The Cowabunga Collection состоялся 9 марта 2022 года, во время мероприятия PlayStation State of Play. Релиз игры для Microsoft Windows, Nintendo Switch, PlayStation 4, PlayStation 5, Xbox One и Xbox Series X/S состоялся 30 августа 2022 года. Также планируется выход лимитированного издания с: оригинальной упаковкой, копией игры, плакатом, акриловой диорамой, набором эмалевых булавок, 12 картами и 180-страничным артбуком. Карты и плакат были созданы одним из авторов франшизы Кевином Истменом.

## Восприятие
| Сводный рейтинг       | Сводный рейтинг                                    |
| Агрегатор             | Оценка                                             |
| --------------------- | -------------------------------------------------- |
| Metacritic            | (NS) 83/100 (PC) 78/100 (PS5) 79/100 (XSXS) 81/100 |
| Иноязычные издания    |                                                    |
| Издание               | Оценка                                             |
| Destructoid           | 8/10                                               |
| Hardcore Gamer        | 4/5                                                |
| IGN                   | 7/10                                               |
| Nintendo Life         | 9/10                                               |
| NME                   | 3/5                                                |
| Nintendo World Report | 9/10                                               |
| Push Square           | 8/10                                               |
| Shacknews             | 9/10                                               |
| TouchArcade           | 5/5                                                |
| The Guardian          | 4/5                                                |
| Video Games Chronicle | 4/5                                                |